# سنان بن ثابت
أبو سعيد سنان بن ثابت بن قرة الحراني (ولد 880م وتوفي 943) طبيب وعالم فيزياء ورياضي وفلكي، وهو أبو إبراهيم بن سنان، انتقل إلى بغداد في القرن الرابع الهجري، وعمل طبيبا لدى الخليفة المقتدر بالله العباسي، وقد أسلم في عهده، ثم خدم الخليفة القاهر بالله ثم الخليفة الراضي بالله. ورد ذكره في فهرست النديم في باب الأطباء.
وقد أشار على الخليفة المقتدر بالله ببناء المارستان المقتدري، الذي بنته السيدة أم المقتدر، ففتح في أول يوم من المحرم من سنة 306 هـ، وجلس فيه سنان بن ثابت ورتبت فيه الأطباء وكانت نفقته في كل شهر ستمائة دينار.